# Jubabaetis
Jubabaetis is een geslacht van haften (Ephemeroptera) uit de familie Baetidae.

## Soorten
Het geslacht Jubabaetis omvat de volgende soorten:
- Jubabaetis pescadori